# تیراندازی باشگاه شبانه اورلندو ۲۰۱۶

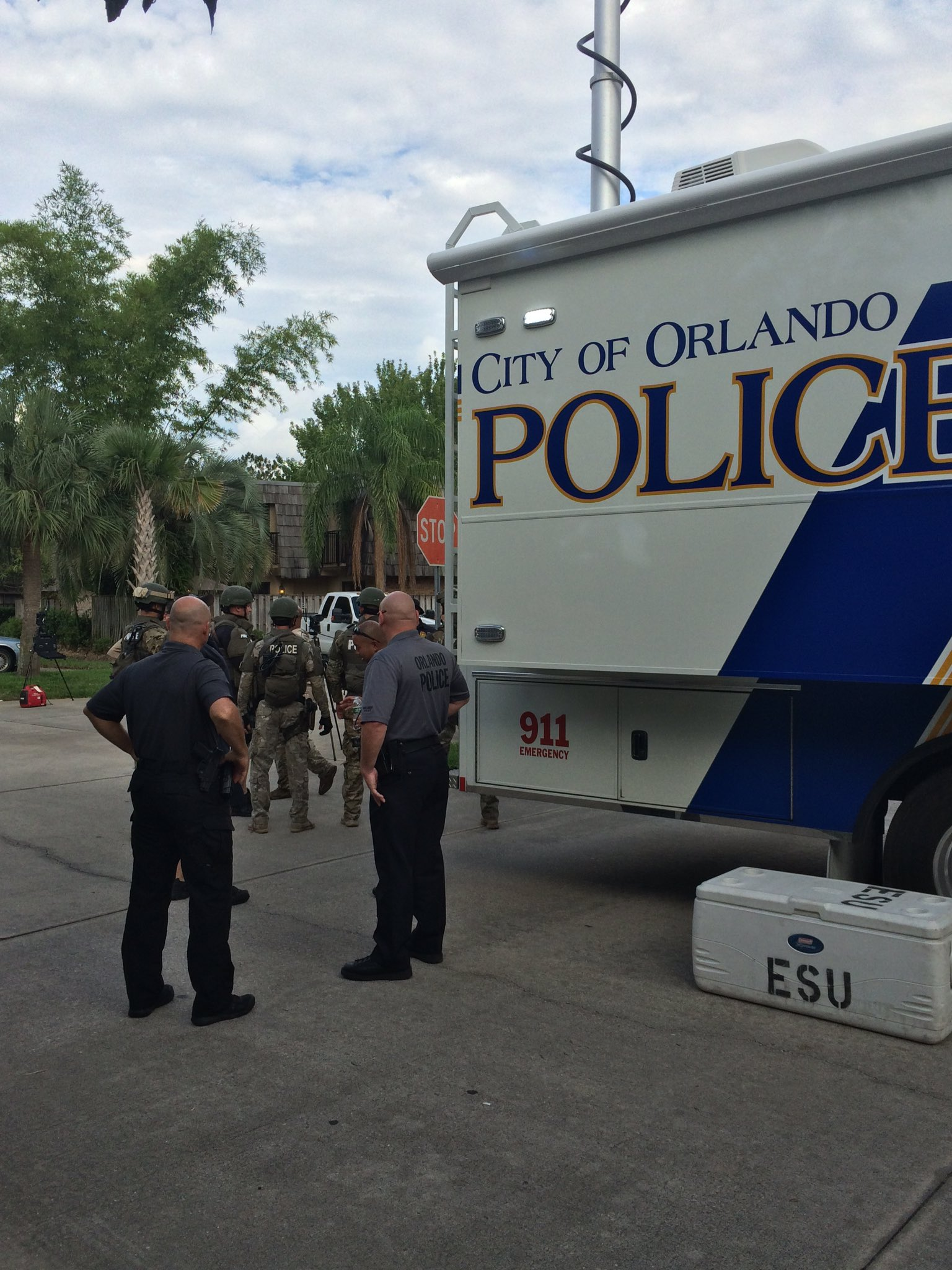
پلیس اورلاندو (سوات) در محل جنایت

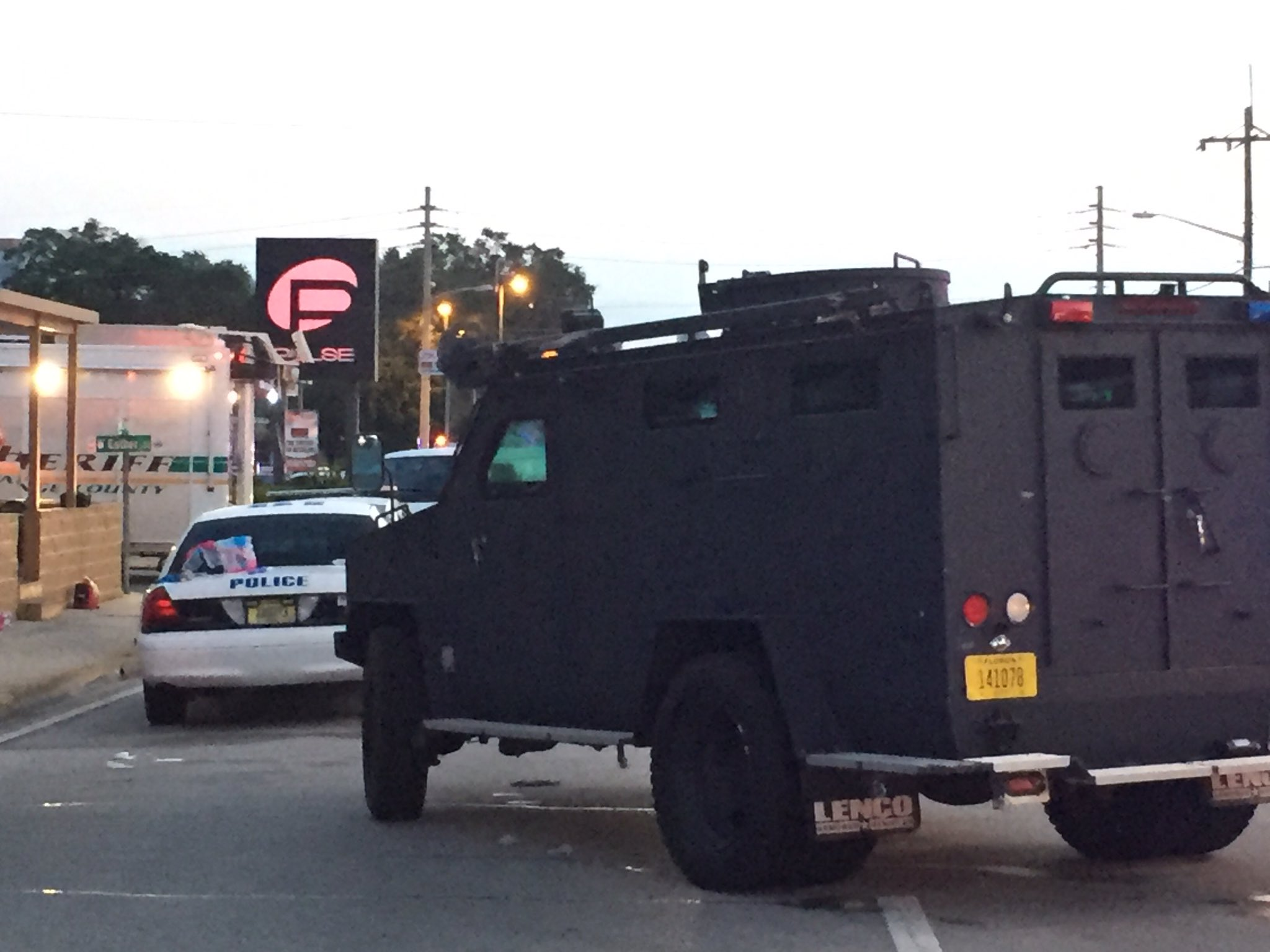

در تاریخ ۱۲ ژوئن ۲۰۱۶ بر اثر تیراندازی تروریستی در یک باشگاه شبانه همجنس‌گرایان در شهر اورلندو حداقل ۴۹ نفر کشته و ۵۳ نفر زخمی شدند. پلیس ۳ ساعت پس از تیراندازی موفق به ورود به محل و کشتن فرد مهاجم شد. فرد مسلح عمر میرصدیق متین یک آمریکایی افغان‌تبار معرفی شده‌است.
این حمله مرگبارترین تیراندازی دسته جمعی توسط یک فرد تیرانداز  و مرگبارترین حادثه خشونت علیه دگرباشان جنسی در تاریخ ایالات متحده آمریکا و همچنین مرگبارترین حمله تروریستی در ایالات متحده آمریکا از زمان ۱۱ سپتامبر ۲۰۰۱ است.

## حادثه
اورلاندو پالس در صفحه فیس بوک خود حدود ساعت ۲ صبح به وقت EDT منتشر کرد:
شهردار اورلاندو می‌گوید که ۵۰ نفر در حمله مسلحانه و گروگانگیری در یک کلوپ شبانه همجنسگرایان کشته و ۵۳ نفر زخمی شده‌اند.
در اورلاندو وضعیت فوق‌العاده برقرار است.
مهاجم که به دست پلیس کشته شده، عمر متین ۲۹ ساله معرفی شده‌است. به گزارش خبرگزاری‌ها او در خانواده‌ای افغان متولد شده بود.
مقامات گفته‌اند که این کشتار احتمالاً با انگیزه ایدئولوژیکی صورت گرفته، هر چند که اطلاعاتی مبنی بر این که ضارب با گروهی خاص مرتبط بوده، در دست نیست.
پلیس گفته‌است که حدود سه ساعت پس از شروع تیراندازی وارد این محل شده و فرد مهاجم را که شماری گروگان در اختیار داشت، کشته‌است.
کاخ سفید با انتشار بیانیه‌ای دربارهٔ تیراندازی در این کلوپ شبانه ضمن ابراز همدردی با خانواده‌های قربانیان و مجروحان گفته‌است که باراک اوباما خواسته‌است همزمان با همکاری مقامات پلیس فدرال آمریکا (اف‌بی‌آی) با مقامات سایر ایالت‌ها و پلیس اورلاندو به‌طور مرتب درجریان آخرین خبرها قرار گیرد.
افرادی که موفق شده بودند از این کلوپ فرار کنند گفته‌اند که مهاجم ساعت ۲ صبح به وقت محلی در داخل این کلوپ شروع به تیراندازی کرده‌است.
برخی از شاهدان عینی گفته‌اند که صدای ۵۰–۴۰ گلوله را شنیده‌اند.
پلیس تأیید کرده که مهاجم یک سلاح تهاجمی، یک اسلحه کمری و یک وسیله انفجاری به همراه داشته و قبل از کشته شدن به سوی پلیس تیراندازی کرده‌است.
تصاویر منتشره در شبکه‌های اجتماعی نشان می‌دهد که ده‌ها خودروی اورژانس در صحنه حاضر شده‌اند و در حال مداوای مجروحان هستند.
یک مرد که به هنگام حمله این مهاجم در داخل این کلوپ بوده تصاویری از تیراندازی و صدای فریاد را در صفحه فیس بوکش منتشر کرده‌است.
یکی از شاهدان گفته‌است: «همه جا پر از زخمی بود. شمار زیادی از مجروحان در پارکینگ بودند. شلوار و بلوز مجروحان را برای پیدا کردن جای گلوله‌ها پاره کرده بودند.»
خانواده‌های مجروحان برای باخبر شدن از وضعیت وابستگانشان در بیمارستان‌ها جمع شده‌اند.
گفته شده به هنگام وقوع این حمله بیش از ۱۰۰ نفر در داخل این کلوپ بودند.

## تحقیقات
جان مینا رئیس پلیس اورلاندو این حادثه را اقدامی تروریستی داخلی تحت عنوان گرگ تنها خوانده‌است.

## مرتکب جنایت

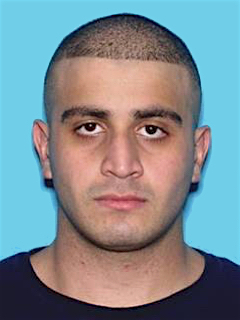
عمر متین، مهاجم افغان‌تبار که تصور می‌شود با گروه داعش در ارتباط بوده‌است.

عمر میر صدیق متین (۱۶ نوامبر ۱۹۸۶–۱۲ ژوئن ۲۰۱۶) یک مسلمانِ ساکنِ پورت سنت لوسی، فلوریدا در حدود ۱۰۰ مایل (۱۶۰ کیلومتر) اورلاندو بوده‌است. متین در ایالت نیویورک از والدینی افغان زاده شده بود.گزارش شده که وی از کالج ایالتی ایندین ریور مدرک داشته‌است. وی در آوریل ۲۰۰۹ با یک زن زاده ازبکستان با نام «ستاره علیشیرزاده یوسفی» ازدواج کرده بود و در ژوئیه ۲۰۱۱ از وی جدا شده بود.
یکی از سخنگویان اف‌بی‌آی گفته‌است نشانه‌هایی وجود دارد که مظنون احتمالاً «آموزه‌های اسلام‌گرایانه» داشته‌است.

## قربانیان
تاکنون مرگ حداقل ۴۹ نفر کشته و ۵۳ نفر نیز در تیراندازی زخمی شده‌اند. تعدادی نیز در وضعیت وخیم در بیمارستان‌های محلی تحت عمل جراحی هستند.
1. استنلی آلمودوار سوم، ۲۳
2. آماندا آلوئار، ۲۵
3. اسکار ای. آراسنا-مونته‌رو، ۲۶
4. رودلفو آیالا-آیالا، ۳۳
5. آلهاندرو باریوس مارتینس، ۲۱
6. مارتین بنیتس تورس، ۳۳
7. آنتونیو دیون براون، ۲۹
8. داریل آر. برت دوم، ۲۹
9. آنخل ال. کاندلاریو-پادرو، ۲۸
10. سایمن ای. کارییو فرناندس، ۳۱
11. خوآن چوز-مارتینس، ۲۵
12. لوئیس دنیل کُند، ۳۹
13. کوری جیمز کانل، ۲۱
14. توین یوجیم کرازبی، ۲۵
15. فرانکی جی. دخسوس ولاسکس، ۵۰
16. دیونکا دی. دریتون، ۳۲
17. لیروی والنتین فرناندس، ۲۵
18. مرسدس ام. فلورس، ۲۶
19. خوآن آر. گوئررو، ۲۲
20. پیتر اُ. گونسالس-کروس، ۲۲
21. پل ترل هنری، ۴۱
22. فرانک ارناندس، ۲۷
23. میگل آنخل اونوراتو، ۳۰
24. خاویر خورخه-ریئس، ۴۰
25. جیسن بنجامین جوزافات، ۱۹
26. ادی جی. جاستیس، ۳۰
27. آنتونی ال. لورینودایلا، ۲۵
28. کریستوفر اندرو لینونن، ۳۲
29. برندا لی مارکس مک‌کول، ۴۹
30. جین سی. مندس پرس، ۳۵
31. کیمبرلی موریس، ۳۷
32. لوئیس اُ. اِکاسیو-کاپو، ۲۰
33. اریک آی. اُرتیس-ریورا، ۳۶
34. جوئل ریون پانیاخا، ۳۲
35. ارنیکه ال. ریوس جونیور، ۲۵
36. هاویر ای. سِرانو روسادو، ۳۵
37. گیلبرتو آر. سیلوا منندس، ۲۵
38. ادوارد سوتومایور جونیور، ۳۴
39. یلاماری رُدریگس سالیوان، ۲۴
40. شین اِوان تاملینسن، ۳۳
41. جاناتان آنتونیو کاموی بگا، ۲۴
42. خوآن پی. ریورا ولاسکس، ۳۷
43. لوئیس اس. ویلما، ۲۲
44. لوئیس دی. ویلسن-لئون، ۳۷
45. خرونیمو اُریبه مورنو، ۳۴
46. جرالد آرتور رایت، ۳۱

## واکنش‌ها

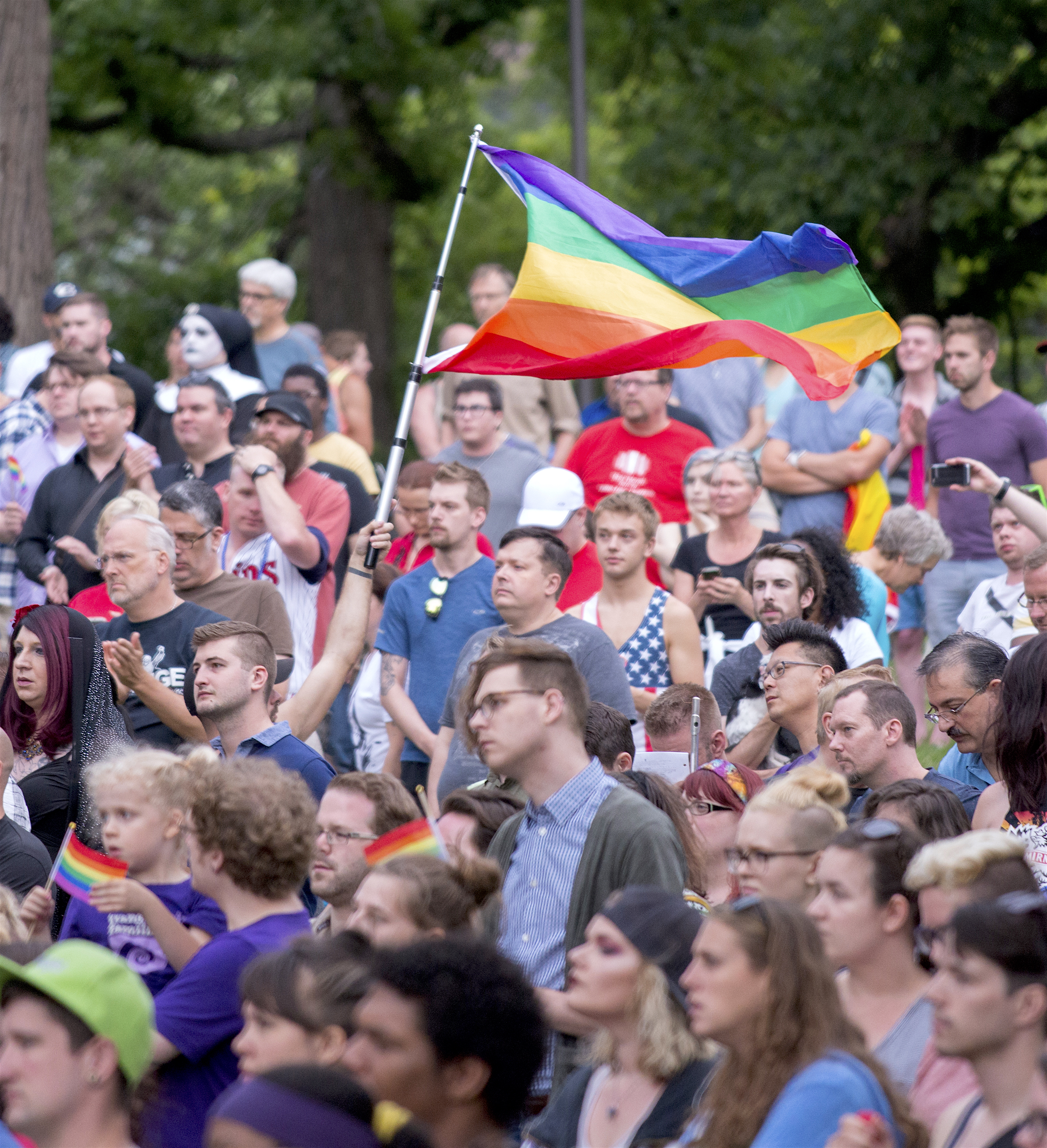
پرچم دگرباشان توسط مردمی که برای سوگواری جان‌باختگان تجمع کرده‌اند، افراشته شده‌است.

### در ایالاتِ متحده
باراک اوباما، رئیس‌جمهور ایالات متحدهٔ آمریکا، در یک سخنرانی این اقدام را «کنشی تروریستی و از روی تنفر» اعلام کرد. جامعه مسلمانان آمریکا نیز ضمنِ محکوم کردنِ این حمله با خانوادهٔ قربانیان ابراز همدردی کرده‌است.

### در افغانستان
«غنی»، «عبدالله» و «کرزی» با محکوم کردن حادثه تروریستی اورلاندو آن را خلاف اصول با موازین انسانی دانسته و آن را کاری زشت و نابخشودنی خواندند.

## نگارخانه

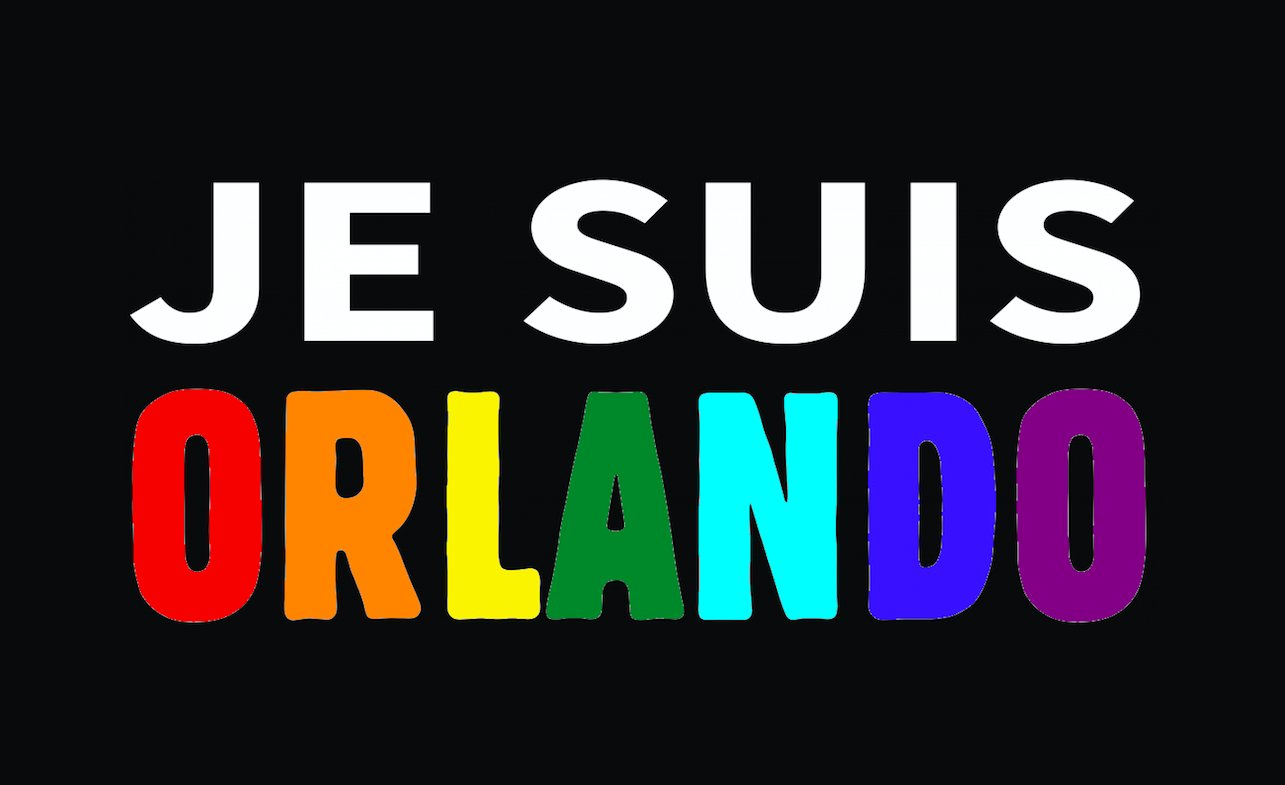
جملهٔ «من اورلاندو هستم» به زبان فرانسه، تزیین شده با رنگ‌های پرچم دگرباشان